# Don Ho
Don Ho, nato Donald Tai Loy Ho (Honolulu, 13 agosto 1930 – Waikiki, 14 aprile 2007), è stato un cantante e attore statunitense, esponente di musica hawaiiana.

## Discografia parziale
- 1965 - The Don Ho Show!
- 1966 - Tiny Bubbles
- 1966 - Don Ho – Again!

## Filmografia parziale
- Hawaiian Eye - serie TV, un episodio (1963)
- Uno sceriffo a New York (McCloud) - serie TV, un episodio (1974)
- Charlie's Angels - serie TV, un episodio (1977)
- A casa di Joe (Joe's Apartment), regia di John Payson (1996)

## Vita privata
Si è sposato due volte ed ha avuto dieci figli da tre donne, di cui sei con Melva May Kolokea Wong. Una delle sue figlie è la cantante Hoku, avuta da Patricia Swallie.